# 1998 BH7
1998 BH7 är en asteroid i huvudbältet som upptäcktes den 24 januari 1998 av NEAT vid Haleakalā-observatoriet.